# Vanua'aku Pati
El Vanua'aku Pati (tdl. ‘Partido de Nuestra Tierra’) es un partido político pro-anglófono y socialista democrático de Vanuatu.

## Historia
El partido fue fundado a comienzos de los la década de 1970 por Walter Lini con el nombre de "Partido Nacional de las Nuevas Hébridas" (New Hebrides National Party) por el cual fue conocido hasta 1974. El partido ganó las elecciones pre-independencia de 1979. Tras la consecución de la independencia en 1980, Lini se convirtió en el primer Primer ministro de Vanuatu, cargo que ostentó hasta 1991. Ese año, el partido se dividió, estando Lini entre los que dejaban el partido. Tras las elecciones de 1991, el partido perdió el gobierno. A pesar de estos contratiempos, el partido permaneció fuerte. Durante la siguiente década, integrantes del partido como Donald Kalpokas y Edward Natapei fueron nombrados primeros ministros. El partido fue perdiendo escaños en el parlamento progresivamente a comienzos de los años 2000: 18 en las elecciones de 2000, 14 en las elecciones de 2002 y 8 en las elecciones de 2004, un golpe que forzó la dimisión del primer ministro Natapei, perteneciente al partido.
Tras las elecciones de 2004, el partido volvió a dividirse. La dirección del partido se negó a apoyar el gobierno de coalición propuesto por Serge Vohor, pero dos diputados del partido lo apoyaron, permitiendo a Vohor el acceso al cargo de primer ministro. Sin embargo, tras el hecho del reconocimiento diplomático de Taiwán por parte de Vohor, el partido se volvió a unir en diciembre de 2004, tomando parte en la moción de censura que expulsó a Vohor. Tras este movimiento, el partido siguió siendo muy influyente en la política vanuatuense, siendo clave en el nombramiento del gobierno del hermano de Walter Lini: Ham Lini. El partido cosechó buenos resultados en las elecciones de septiembre de 2008, consiguiendo 11 de los 52 escaños del parlamento, convirtiéndose así en el partido con más representación en el mismo y haciendo posible el regreso de Natapei como primer ministro, formando una coalición con el Partido Nacional Unido de Ham Lini.
Luego de las elecciones de 2020, Bob Loughman, líder del partido, fue elegido primer ministro del país. 